# Мшажка (приток Мшаги)
Мшажка — река в России, протекает по Солецкому и Шимскому районам Новгородской области. Устье реки находится в 1,9 км по правому берегу реки Мшага. Длина реки составляет 32 км, площадь водосборного бассейна 189 км².

## Данные водного реестра
По данным государственного водного реестра России относится к Балтийскому бассейновому округу, водохозяйственный участок реки — Шелонь, речной подбассейн реки — Волхов. Относится к речному бассейну реки Нева (включая бассейны рек Онежского и Ладожского озера).
Код объекта в государственном водном реестре — 01040200412102000025035.